# Neurigona arcuata
Neurigona arcuata är en tvåvingeart som beskrevs av Van Duzee 1913. Neurigona arcuata ingår i släktet Neurigona och familjen styltflugor. Inga underarter finns listade i Catalogue of Life.